# Rezat Suabo
El Rezat Suabo es un río de la región de Franconia Media, en el estado de Baviera (Alemania), de 77 kilómetros de longitud. Junto con el Rezat Franconio, es uno de los cabeceras del río Rednitz, el cual, junto con el Pegnitz, es uno de los cabeceras del Regnitz, el cual, es un afluente izquierdo del Meno.